# أغاني يمنية (ألبوم)
أغاني يمنية (بالعبرية: שירי תימן) ألبوم أُصدر في سنة 1984 من قبل عوفرة حازة نجمة الغناء الإسرائيلي التي عادت إلى جذورها اليهودية اليمنية بكلمات أشعار مكتوبة من قبل سالم الشبزي في القرن السادس عشر الميلادي. تم تسجيل الألبوم مع الآلات الموسيقية التقليدية والحديثة؛ آلات قرع خشبية ومعدنية، وتامبالا وقصدير يمني، سلاسل، آلات نفخ نحاسية وكذلك طبل. الأغاني تم تؤديتها باللغة العبرية مع اللهجة اليمنية والعربية.

## روابط خارجية
- أغاني يمنية على موقع أول موفي (الإنجليزية)